# Ток-писин
Ток-пи́син (самоназвание — Tok Pisin) — креольский язык, распространён в Папуа — Новой Гвинее. Является одним из официальных языков этой страны, наряду с английским и хири-моту. Ток-писин — самый распространённый язык Папуа — Новой Гвинеи и служит средством общения для носителей более чем 700 языков, имеющихся в стране.

## Происхождение
Ток-писин возник как итог контактов разноязычных выходцев с различных тихоокеанских островов во время работ на плантациях в Квинсленде и на других территориях. В процессе их общения начал образовываться пиджин, основанный преимущественно на английском языке (см. Чёрный английский). Лексика этого пиджина вобрала в себя также элементы немецкого и португальского языков, а также различных австронезийских языков, носителями которых являлись работники плантаций. Дальнейшая эволюция, превратившая этот базирующийся на английском языке пиджин в ток-писин, протекала в Германской Новой Гвинее (где также использовался креольский язык на немецкой основе, известный под названием «унзердойч»). Здесь ток-писин стал языком, на котором работники общались с германоязычными представителями высшего класса, а также между собой.

## Официальный статус
Ток-писин используется в средствах массовой информации и в качестве официального языка правительственных органов, однако менее широко, нежели английский язык. Ток-писин также является языком обучения на стадии начального образования.

## Региональные разновидности
Лексика и грамматика ток-писина заметно различаются в различных частях Папуа — Новой Гвинеи. Отчётливо выделяются диалекты Новогвинейского высокогорья, северного побережья Папуа — Новой Гвинеи (диалект Финшафена отличается значительно более высоким темпом речи, затрудняющим его понимание прочими носителями языка) и Новогвинейских островов. Форма языка, распространённая на Бугенвиле и Буке, хотя и до некоторой степени отличается от говоров Новой Ирландии и Восточной Новой Британии, однако более близка им, нежели пиджину, распространённому на прочих Соломоновых островах.

## Фонетика
Ток-писин, как и многие другие креольские языки и пиджины, имеет значительно более простую фонологию, нежели язык-суперстрат. Фонологическая система ток-писина состоит из 16 согласных и 5 гласных (в большинстве диалектов английского языка насчитывается около 25 согласных и 15 гласных). Однако фонемный состав ток-писина различается в зависимости от локального языка-субстрата и уровня образования говорящего: более образованные носители языка и/или носители, в субстратном языке которых имеется большее число фонем, могут использовать до 10 различных гласных.

### Согласные
|                          | Лабиальные | Альвеолярные | Палатальные | Велярные | Глоттальные |
| ------------------------ | ---------- | ------------ | ----------- | -------- | ----------- |
| Взрывные                 | p b        | t d          |             | k g      |             |
| Фрикативные              | v          | s            |             |          | h           |
| Назальные                | m          | n            |             | ŋ        |             |
| Боковой аппроксимант     |            | l            |             |          |             |
| Центральный аппроксимант | w          | r            | j           |          |             |

## Лексика
Лексика ток-писина является индоевропейской на 5/6 и австронезийской на 1/6.

## Грамматика
Грамматика сильно упрощена, но ближе к австронезийской.
Глагол имеет только один суффикс — -im, показывающий транзитивность (luk «смотреть»; lukim «видеть»). Некоторые глаголы, например, kaikai («есть, кушать») могут быть транзитивными и без него.
Время в ток-писине обозначается следующими словами: bai (будущее), bin (прошедшее), stap (настоящее длительное).
Существительное не имеет категории числа.
Прилагательные могут образовываться из существительных прибавлением суффикса -pela.
Местоимения имеют категории лица, числа и инклюзивности:
|                          | Единственное число | Двойственное число              | Тройственное число         | Множественное число              |
| ------------------------ | ------------------ | ------------------------------- | -------------------------- | -------------------------------- |
| Первое эксклюзивное лицо | -                  | mitupela («он/она и я»)         | mitripela («они оба и я»)  | mipela («все они и я»)           |
| Первое инклюзивное лицо  | mi («я»)           | yumitupela («ты и я»), mi («я») | yumitripela («вы оба и я») | yumipela или yumi («все вы и я») |
| Второе лицо              | yu («ты»)          | yutupela («ты и ты»)            | yutripela («ты, ты и ты»)  | yupela («вы четверо или больше») |
| Третье лицо              | em («он/она»)      | tupela («они двое»)             | tripela («они трое»)       | ol («они четверо или больше»)    |